# 青华乡
青华乡，是中华人民共和国云南省大理白族自治州巍山彝族回族自治县下辖的一个乡镇级行政单位。

## 行政区划
青华乡下辖以下地区：
民强村、民胜村、箐民村、新山村、五星村、青和村、银厂村、西窑村、中窑村和漾江村。